# Yūji Nishida
Yūji Nishida (西田有志?, Nishida Yūji; Inabe, 30 gennaio 2000) è un pallavolista giapponese, opposto degli Osaka Bluteon.

## Carriera

### Club
Yūji Nishida inizia a giocare a pallavolo a livello scolastico, tra cui il Kaisei, dove resta fino al 2017. Viene ingaggiato dai JTEKT Stings nella stagione 2017-18, debuttando nella V.Premier League giapponese, con cui conquista lo scudetto 2019-20, dove viene premiato anche come MVP, e la Coppa dell'Imperatore 2020.
Nella stagione 2021-22 si trasferisce in Italia, vestendo la maglia della Callipo, in Superlega ma già nell'annata seguente fa ritorno ai JTEKT Stings. Nel campionato 2023-24 si trasferisce ai Panasonic Panthers (in seguito Osaka Bluteon), con i quali conquista una Coppa dell'Imperatore, venendo eletto miglior giocatore del torneo.

### Nazionale
Nel 2019 è convocato nella nazionale giapponese under 19, vincendo, nello stesso anno, la medaglia d'oro al campionato asiatico e oceaniano.
Ottiene le prime convocazioni nella nazionale maggiore nel 2017. Nel 2019 vince la medaglia di bronzo al campionato asiatico e oceaniano, nel 2023 si aggiudica lo stesso metallo alla Volleyball Nations League, l'oro al campionato continentale e l'argento alla Coppa del Mondo, mentre nel 2024 è la volta dell'argento alla Volleyball Nations League.

## Palmarès

### Club
- Campionato giapponese: 1

2019-20
- Coppa dell'Imperatore: 2

2020, 2023

### Nazionale (competizioni minori)
- Campionato asiatico e oceaniano under 19 2017

### Premi individuali
- 2018 - Torneo Kurowashiki: Miglior spirito combattivo
- 2018 - Torneo Kurowashiki: Miglior esordiente
- 2018 - Torneo Kurowashiki: Sestetto ideale
- 2019 - V.League Division 1: Miglior servizio
- 2019 - V.League Division 1: Miglior esordiente
- 2019 - Coppa del Mondo: Miglior opposto
- 2020 - V.League Division 1: MVP
- 2020 - V.League Division 1: Miglior realizzatore
- 2020 - V.League Division 1: Miglior servizio
- 2020 - V.League Division 1: Sestetto ideale
- 2021 - V.League Division 1: Premio record giapponese[9]
- 2024 - V.League Division 1: Miglior servizio